# Maladie
 (juillet 2018).
Si vous disposez d'ouvrages ou d'articles de référence ou si vous connaissez des sites web de qualité traitant du thème abordé ici, merci de compléter l'article en donnant les références utiles à sa vérifiabilité et en les liant à la section « Notes et références ».

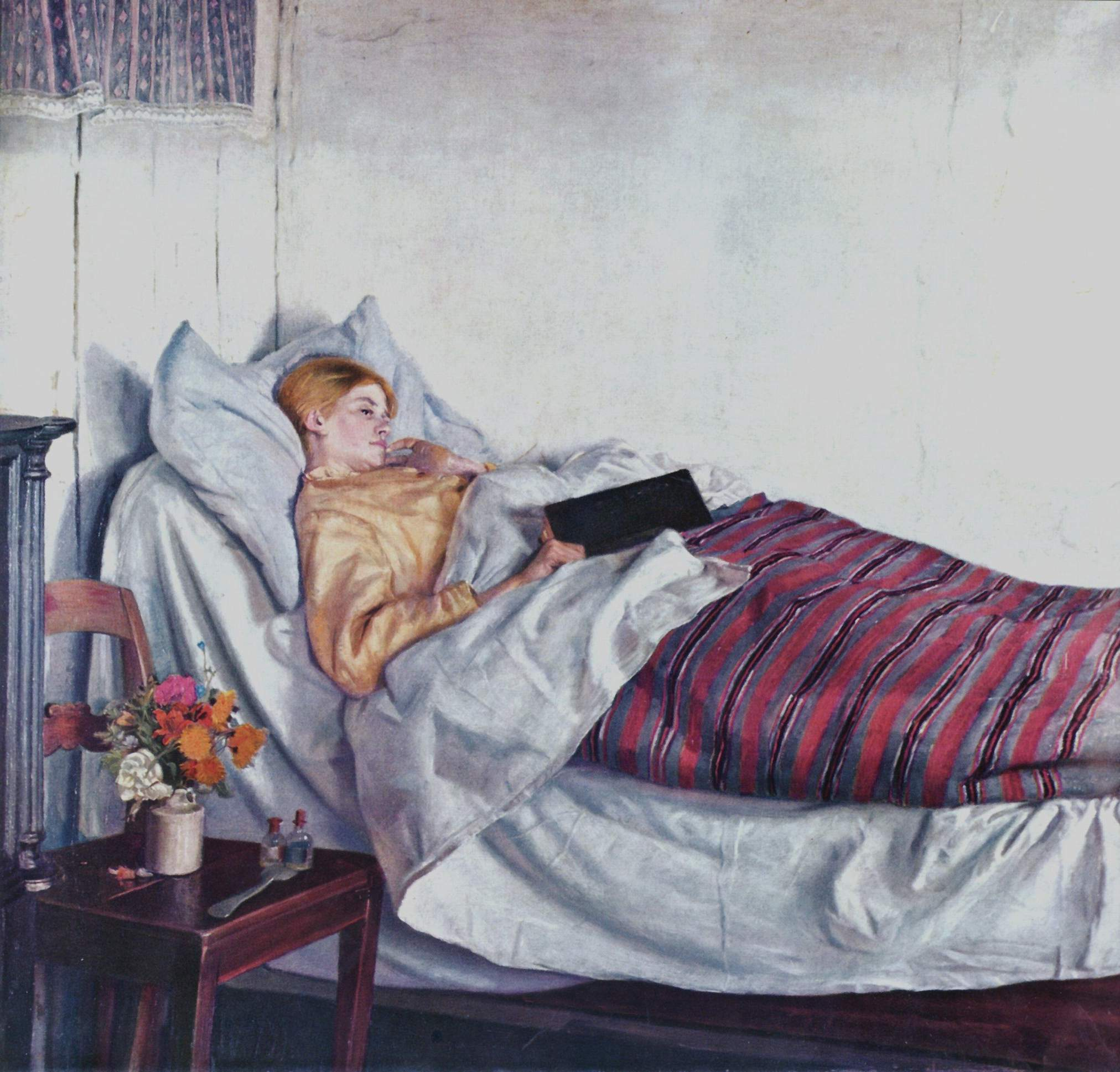
The Sick Girl (La Fille malade) de Michael Ancher

La maladie est une altération des fonctions ou de la santé d'un organisme vivant.
On parle aussi bien de la maladie, se référant à l'ensemble des altérations de santé, que d'une maladie, qui désigne alors une entité particulière caractérisée par des causes, des symptômes, une évolution et des possibilités thérapeutiques propres.
Un ou une malade est une personne souffrant d'une maladie, qu'elle soit déterminée ou non. Lorsqu'elle fait l’objet d'une prise en charge médicale, on parle alors de patient(e).
La santé et la maladie sont liées aux processus biologiques et aux interactions avec le milieu social et environnemental. Généralement, la maladie se définit comme une entité opposée à la santé, dont l'effet négatif est dû à une altération ou à une désharmonisation d'un système à un niveau quelconque (moléculaire, corporel, mental, émotionnel…) de l'état physiologique ou morphologique considérés comme normal, équilibré ou harmonieux. On peut parler de mise en défaut de l'homéostasie.

## Signification

### Étymologie
Les termes maladie et malade proviennent du latin male habitus signifiant qui est en mauvais état.
Ce terme est unique en français, italien et espagnol, alors que l'anglais et l'allemand disposent de doublons tels que illness et disease, Erkrankung et Krankheit qui expriment des distinctions particulières de sens.
Il n'existe pas de terme commun désignant la maladie dans le groupe des langues indo-européennes, on note l'existence de nombreux synonymes dont la signification étymologique appartient à quatre champs sémantiques :
1. la faiblesse, la perte de force, l'incapacité à travailler ;

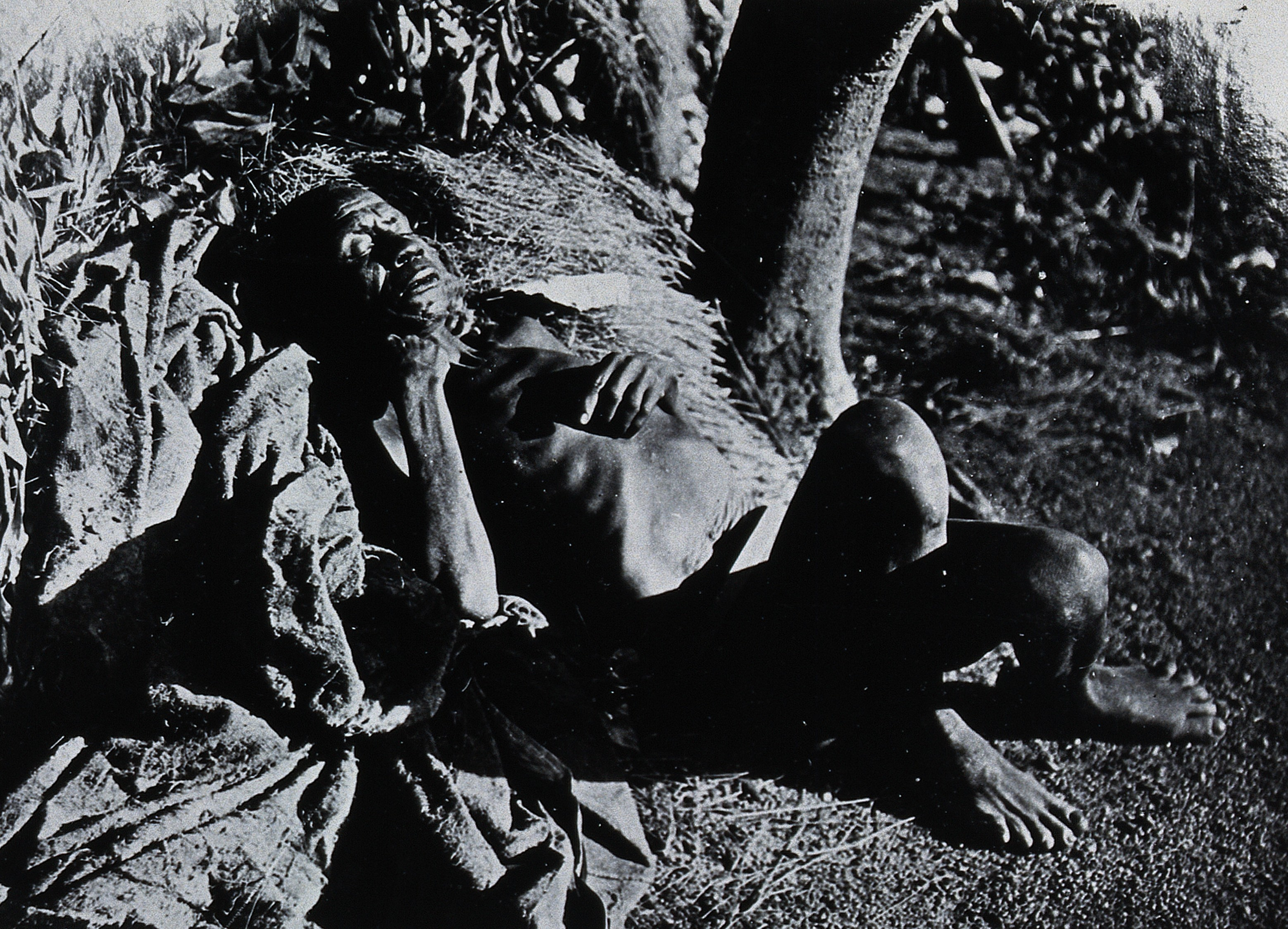
Un malade de la trypanosomiase en Ouganda en 1902.

2. la difformité et la laideur ;
3. la gêne, le trouble, le malaise ;
4. la souffrance et la douleur.

### Polysémie
Le concept initial d'état morbide ou de maladie s'appuie sur un critère objectif (incapacité de fournir un travail pour soi ou pour la société), et un critère subjectif (de la gêne ou indisposition à la douleur aiguë).
Ce concept n'est pas socialement neutre, car il implique un jugement moral et esthétique : il y a la maladie, mais aussi le mal, le mauvais, et le laid.

#### Disease,illness,sickness
En français, les termes « maladie » et « malade » sont utilisés de façon indistincte pour signifier « avoir une maladie » (reconnue par un médecin), « être malade » (se sentir mal), « être un malade » (être reconnu comme tel par l'entourage ou la société).
L'anglais utilise trois termes, plus ou moins interchangeables, mais en principe utilisés le plus souvent dans un contexte spécifique. Disease se rapporte à une perturbation biomédicale, objectivée par une maladie reconnue par un médecin, dans le cadre d'une pathologie référencée (nosologie).
Illness se rapporte à l'expérience vécue, personnelle et intime, de la maladie : « je me sens, ou je suis, malade ».
Sickness se rapporte à la perception de la maladie dans le cadre de l'entourage non-médical (social ou culturel) : «je suis un malade» (reconnu comme tel).

#### Limites et extensions

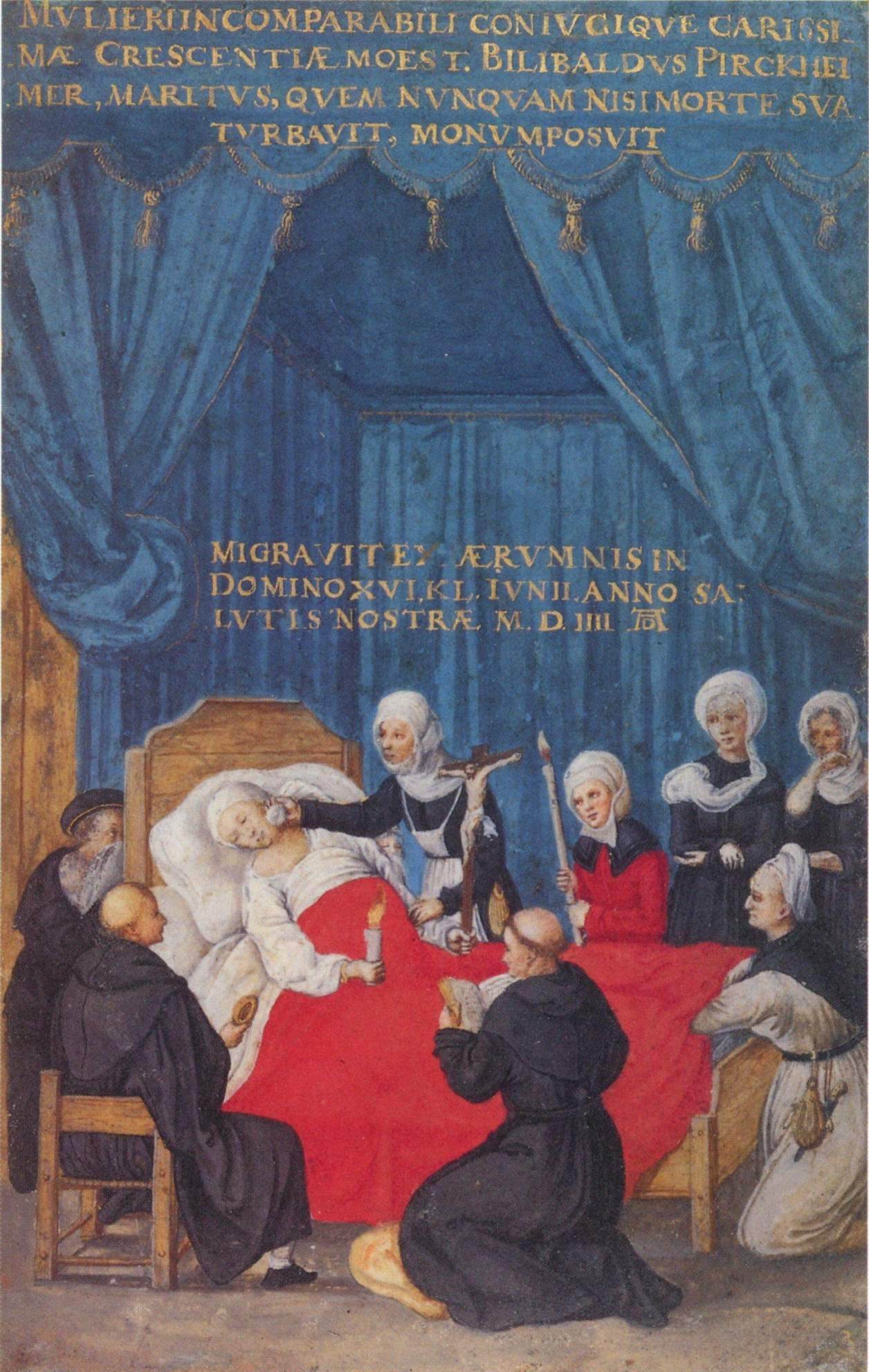
Der Tod der Crescentia Pirckheimer d'Albrecht Dürer

Il a été montré en 1989 que plus les étudiants en médecine étaient avancés dans leur cursus plus ils avaient tendance à qualifier de maladie les conditions parmi 38 qui leur étaient présentées, sans que cette qualification n'ait de lien fort avec les propriétés de gravité, curabilité, responsabilité du patient ou causalité externe. L'idée de maladie, plutôt qu'être parfaitement définie, évolue donc chez l'étudiant en fonction de son avancement dans le cursus.
Classifier un certain état comme une maladie est aussi un fait social d'évaluation. Ainsi, certains états ne sont reconnus comme des maladies que dans certaines cultures, ou à certaines époques, et pas dans d'autres. On parle alors de syndromes culturels. Parfois la catégorisation d'un état comme une maladie est controversé au sein d'une même société. L'hyperactivité et l'obésité sont par exemple des états de plus en plus considérés comme des maladies par l'opinion publique dans les pays occidentaux mais n'étaient pas ainsi considérés il y a encore quelques décennies, et ne le sont toujours pas dans certains pays.
La maladie est à différencier des blessures, handicaps, syndromes et affections.
Une blessure est une lésion, physique ou psychique.
Un handicap est une déficience qui peut aussi bien être due à une maladie qu'à une blessure.
Un syndrome est un ensemble de signes ou de symptômes qui apparaissent simultanément. Ainsi l'usage médical distingue une maladie, qui a une cause spécifique connue, d'un syndrome, qui ne se préoccupe pas des causes.
Une affection désigne une altération de fonctions qui est rattachée à un organe spécifique et qui ne prend en compte ni les causes, ni les symptômes, ni le traitement. Tout comme les syndromes, elle est parfois distinguée d'une maladie.
Par extension, on peut associer la maladie à des entités non biologiques pour signifier qu'elles sont altérées ou que leur fonctionnement n'est plus considéré comme bon. Il est ainsi habituel d'entendre les termes « société malade » ou « entreprise malade » par exemple.

### Concepts associés

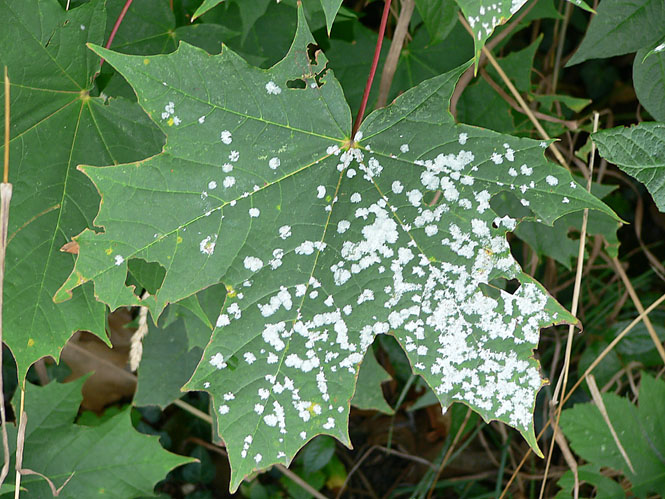
Feuille présentant des signes de mildiou, maladie qui concerne la phytopathologie.

- La maladie humaine est le noyau fondateur de la médecine, une grande partie de la connaissance médicale étant orientée vers la maladie et ses solutions.
- La science vétérinaire concerne les maladies qui affectent les animaux, dont les zoonoses.
- La phytopathologie est la science qui concerne les maladies qui affectent les plantes et autres sujets botaniques.
- La pathologie est la branche de la médecine traitant des causes et des symptômes des maladies dans leur ensemble. Le terme est souvent utilisé fautivement pour désigner la maladie elle-même, ou ses manifestations, y compris par des médecins.
- La pathogénie est l'étude des mécanismes responsables du déclenchement et du développement d'une maladie.
- L'ontologie est l'étude de la genèse des entités médicales telles que les maladies, les signes cliniques et les syndromes.
- L'étiologie est l'étude spécifique des causes et des facteurs d'une maladie.
- La séméiologie, ou sémiologie médicale, est la branche de la médecine qui traite des signes cliniques et des symptômes des maladies et de la façon de les présenter.
- Le diagnostic est la réflexion menant à l'identification de la nature d'une maladie à partir des symptômes relevés par les observations.
- Le pronostic est la prévision de la progression de la maladie et des chances éventuelles de guérison.
- La prophylaxie désigne le processus ou l'ensemble de mesures visant à prévenir la propagation ou l'apparition d'une maladie.
- La thérapeutique est la section de la médecine s'occupant de l'étude des traitements.
- La nosologie est la branche de la médecine qui étudie les critères de classification systématique des maladies.

## Caractéristiques

### Causes et facteurs
Les facteurs des maladies sont le domaine d'étude de l'étiologie et physiologie.

#### Catégorisation des facteurs

##### Facteurs intrinsèques et extrinsèques
Il existe de nombreux facteurs différents pouvant entraîner l'apparition d'une maladie.
Ces facteurs peuvent être aussi bien intrinsèques qu'extrinsèques à l'organisme concerné par la maladie.
La présence d'un facteur intrinsèque n'exclut pas celle d'un facteur extrinsèque, et inversement. Ainsi, de nombreuses maladies résultent d'une combinaison de facteurs intrinsèques et extrinsèques.

##### Liste

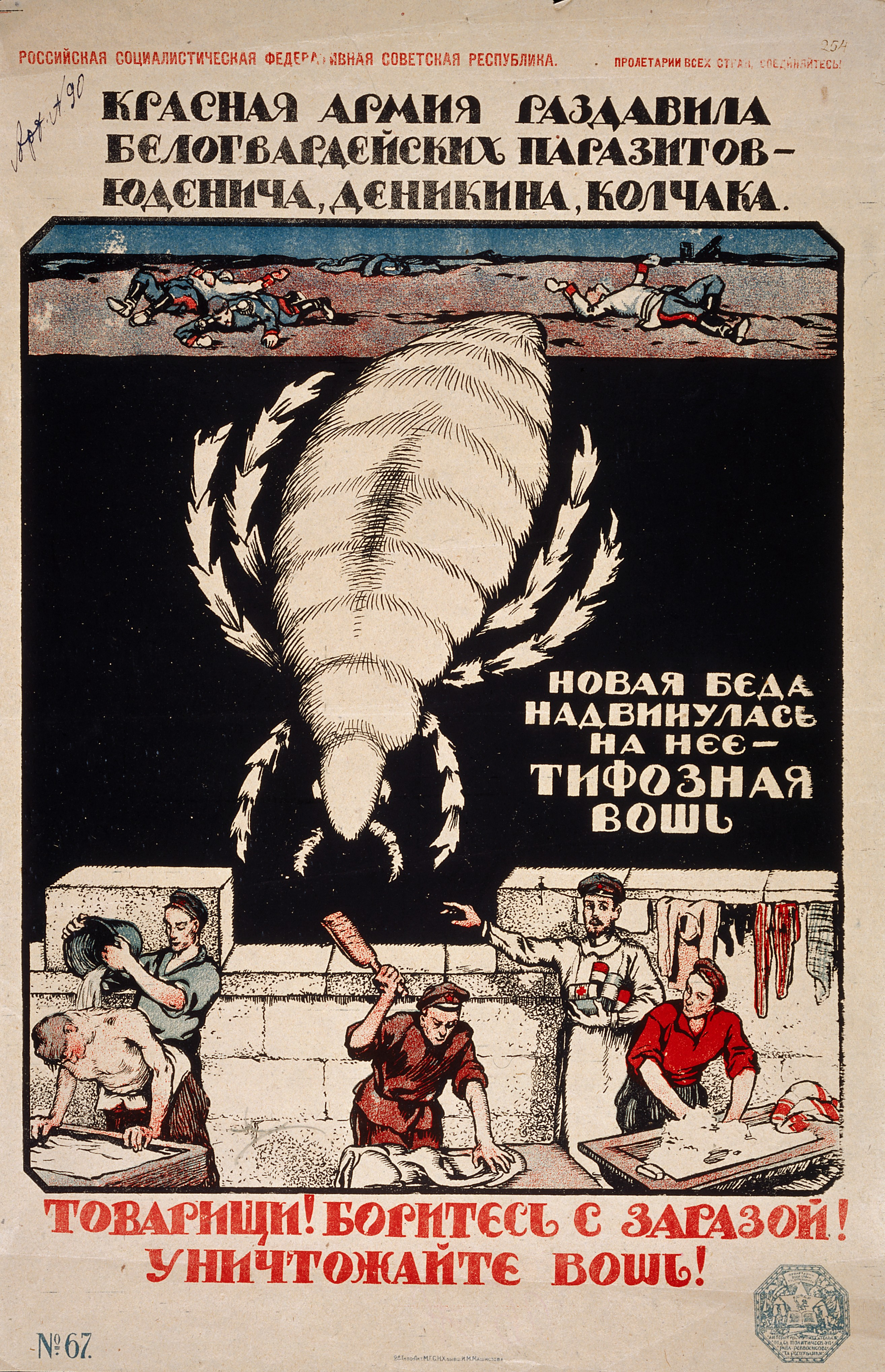
Affiche de propagande soviétique pour la prévention du typhus, v. 1921.

Les facteurs peuvent être répartis dans les catégories suivantes :
- Facteurs chimiques
- Facteurs économiques
- Facteurs sociaux
- Facteurs psychologiques
- Facteurs biologiques
- Facteurs environnementaux

Les facteurs environnementaux incluent les produits chimiques toxiques (par exemple les acétaldéhydes dans la fumée de cigarette et les dioxines relâchées lors de l'utilisation d'Agent orange) et les agents infectieux (par exemple les virus de la varicelle ou de la polio).
Certains facteurs peuvent faire partie de plus d'une catégorie.

##### Facteurs biochimiques
C'est le cas des causes biochimiques de maladies qui peuvent être considérées comme un spectre où à l'une des extrémités la maladie est causée exclusivement par des facteurs génétiques (par exemple les répétitions CAG dans le gène HD (ou gène huntingtine ou encore gène IT15) qui cause la maladie de Huntington) et à l'autre causée entièrement par des facteurs environnementaux.
Entre ces deux extrêmes, gènes et facteurs environnementaux interagissent pour causer la maladie comme c'est le cas pour la maladie inflammatoire appelée maladie de Crohn où les gènes NOD2/CARD15 et la flore intestinale jouent chacun un rôle. L'absence de facteur génétique ou environnemental dans ce cas a pour résultat l'absence de manifestation de la maladie.

#### Étude des facteurs environnementaux
Les postulats de Koch peuvent être utilisés pour déterminer si une maladie est causée par un agent infectieux. L'émergence de nouvelles maladies infectieuses est liée aux activités humaines perturbant l'équilibre des écosystèmes.
Par exemple, l'Institut de recherche pour le développement indique que « le déboisement des forêts primaires reste l'une des causes principales de l'apparition de nouveaux agents infectieux et de leur circulation épidémique dans les populations humaines ». En effet, les forêts jouent un rôle essentiel pour la biodiversité terrestre, élément stabilisateur des agents pathogènes.

#### Étude des facteurs génétiques

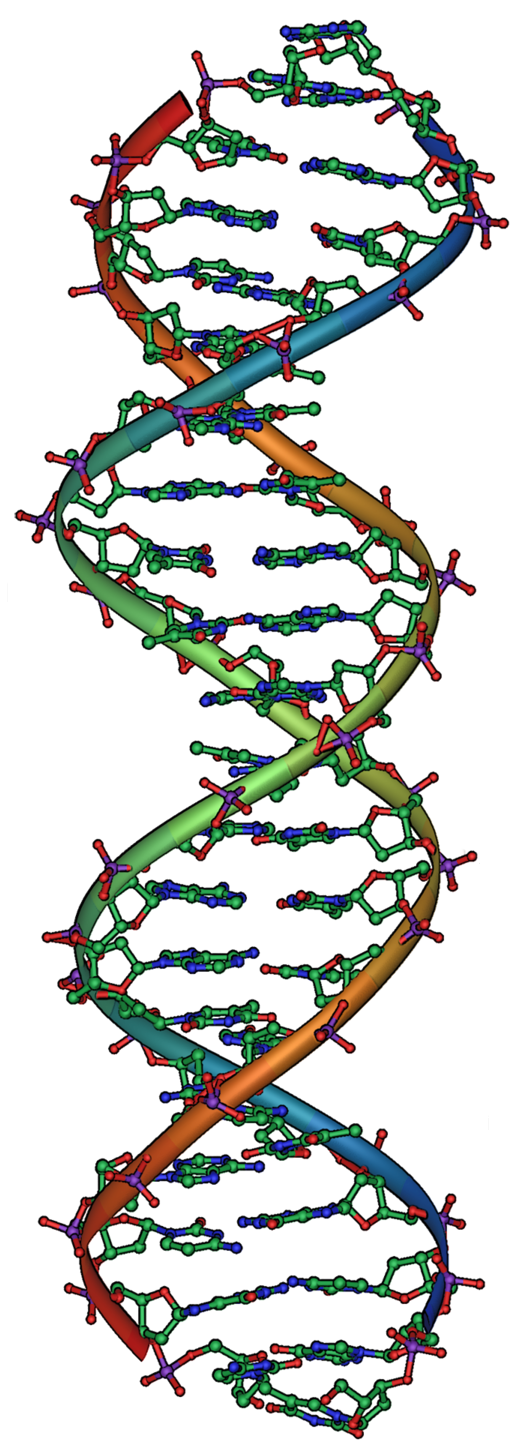
Aperçu de la structure de l'ADN, le support de l'information génétique.

Pour déterminer si une maladie est causée par un facteur génétique, les chercheurs étudient la présence de la maladie dans l'arbre généalogique familial.
Cela fournit des informations qualitatives à propos de la maladie, c'est-à-dire comment elle est héritée.
Un exemple classique de cette méthode de recherche est l'héritage de l'hémophilie dans la famille royale britannique. Plus récemment cette méthode a été utilisée pour identifier le gène Apoliprotéine E (ApoE) comme un gène susceptible d'être lié à la maladie d'Alzheimer, bien que certaines formes de ce gène (ApoE2) en soient moins susceptibles.
Pour déterminer jusqu'à quel point une maladie est causée par des facteurs génétiques, c'est-à-dire pour obtenir des informations quantitatives, des études sur des jumeaux sont effectuées. Les jumeaux monozygotes sont génétiquement identiques alors que les jumeaux dizygotes sont seulement génétiquement similaires. De plus des jumeaux, qu'ils soient monozygotes ou dizygotes, partagent souvent un environnement similaire. Ainsi en comparant l'incidence de la maladie (nommée taux de concordance) chez des jumeaux monozygotes avec l'incidence de la maladie chez des jumeaux dizygotes, la contribution de chaque gène à la maladie peut être déterminée.
Les gènes suspects peuvent être identifiés grâce à plusieurs méthodes. L'une d'entre elles est la recherche de mutation d'un organisme modèle (par exemple les organismes Mus musculus, Drosophila melanogaster, Caenhorhabditis elegans, Brachydanio rerio et Xenopus tropicalis) qui possèdent un phénotype similaire à la maladie étudiée. Une autre approche est la recherche de ségrégation de gènes ou l'utilisation de marqueurs génétiques (par exemple les polymorphismes nucléotidiques et marqueurs de séquences exprimées).

#### Maladies complexes
Les maladies complexes sont dues à l'interaction entre un profil génétique particulier et un environnement particulier. Quelques exemples :
- Obésité
- Diabète sucré
- Hypertension artérielle
- Athérome et athérosclérose
- Asthme
- Maladies dysimmunitaires ou auto-immunes
- Maladies neurodégénératives (maladie d'Alzheimer, maladie de Parkinson, sclérose latérale amyotrophique)

### Effets et symptômes
Un symptôme se distingue d'un signe. Le symptôme est l'expression subjective des effets ressentis par le malade alors que les signes en sont l'expression objective déduite par le médecin, ou plus généralement de la personne réalisant un diagnostic.

### Modes de transmission

#### Maladies non transmissibles
Une maladie non transmissible (MNT) est une maladie qui n'est pas transmise depuis un organisme porteur de la maladie mais est due à des prédispositions individuelles, au vieillissement de l'individu ou à des événements particuliers, à son mode de vie, à des caractéristiques de l'environnement ou à une combinaison de ces facteurs.
Les principales MNT sont les maladies auto-immunes, les maladies cardiovasculaires, les accidents vasculaires cérébraux, les cancers, l'asthme, le diabète, les insuffisances rénales chroniques, l'ostéoporose, la maladie d'Alzheimer et les cataractes. Selon l'Organisation mondiale de la santé, les MNT sont devenues la première cause de mortalité et de surmortalité dans le monde.

#### Maladies transmissibles

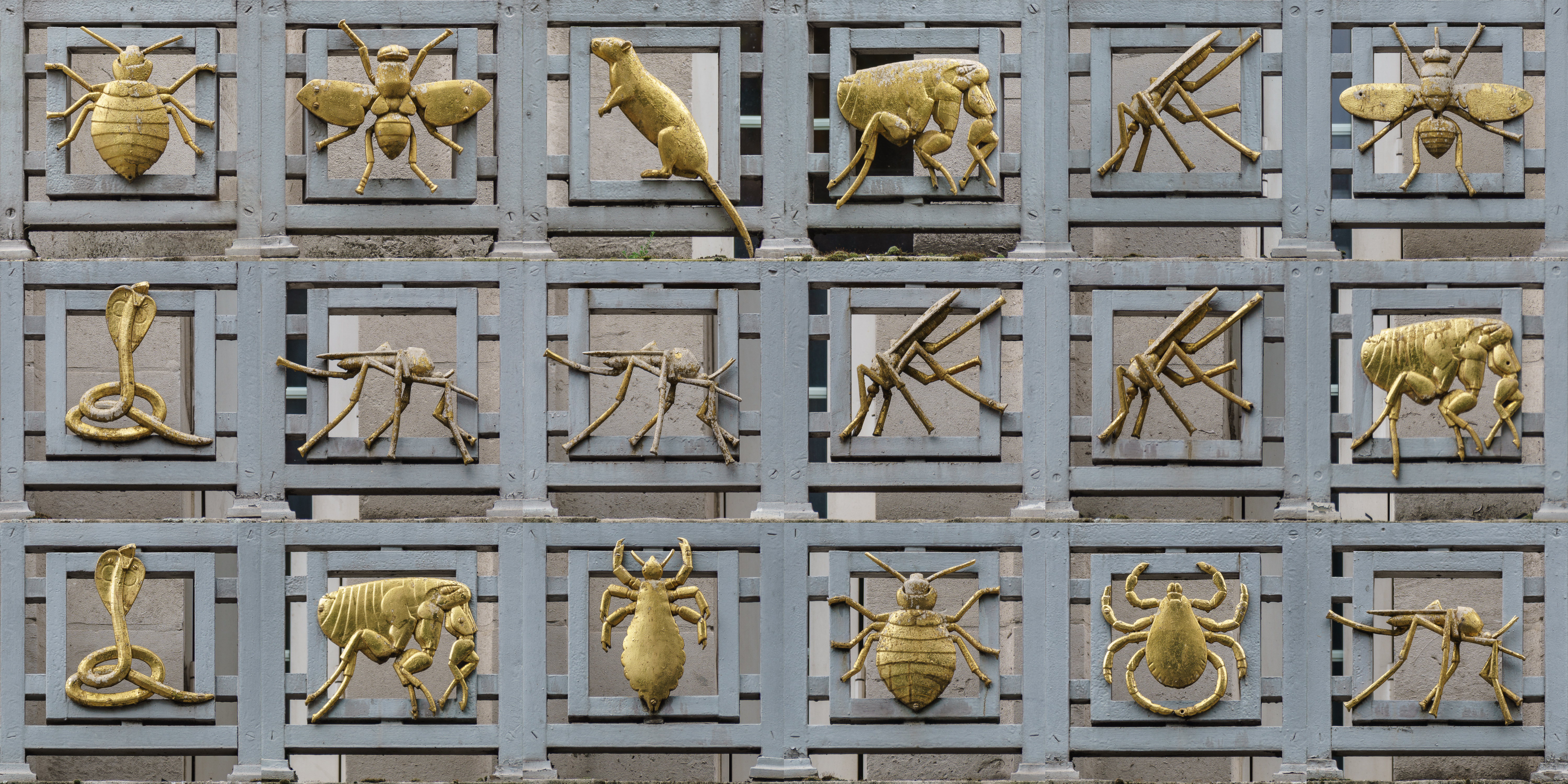
Vecteurs de maladie sur le portail de la London School of Hygiene & Tropical Medicine : mouche tsé-tsé, anophèle, siphonaptera, rattus, mouche domestique, Cimex lectularius, cobra indien, aedes, pou de corps et tique.

Une maladie transmissible est une maladie qui se transmet d'une personne à une autre, directement ou via des vecteurs vivants (animaux) ou non (liquides et aérosols, notamment).
Certaines maladies sont contagieuses ou infectieuses, comme c'est le cas par exemple de la grippe. Les maladies infectieuses peuvent être transmises par un grand nombre de mécanismes, incluant l'expulsion de particules dans l'air lors d'un éternuement ou d'une toux, les fomites (objets contaminés par des agents pathogènes), les morsures et piqûres d'insectes ou autres animaux vecteurs porteurs de la maladie, et l'absorption d'eau ou de nourriture contaminée.
Il existe également des infections ou maladies sexuellement transmissibles. Ce sont des maladies infectieuses qui se transmettent au cours de rapports sexuels, ou de contacts sanguins. Au début du XXIe siècle, un des principaux représentants de ces maladies est le SIDA. Un représentant plus ancien est la syphilis.

#### Zoonoses
Une zoonose est une maladie infectieuse qui se transmet d'un animal à l'homme. Les plus fréquentes sont les salmonelloses, les leptospiroses et la rage mais les arboviroses, la morve et la peste ont une importance locale.
De nombreuses maladies aujourd'hui transmissibles d'homme à homme sont d'origine animale, comme  la peste, la grippe, le SIDA et sans doute le Covid-19.
Les plantes peuvent être à l'origine d'intoxications, mais normalement pas de maladies infectieuses. Un premier cas de transmission à l'homme d'une maladie cryptogamique par une plante a été décrit en 2023,.

### Prévention
Une des principales mesures permettant d'éviter la propagation d'une maladie parmi une population ou seulement le développement d'une maladie chez un individu est la prévention.
Elle peut se décomposer en trois parties :
- La prévention, qui a pour but de réduire la probabilité d'apparition de la maladie (ex : vaccination).
- La prévision, qui doit prévoir des mesures pour combattre le sinistre si celui-ci survient.
- La protection, qui a pour but de limiter l’étendue et la gravité de la maladie ou de l'épidémie, lorsqu'elle est déjà présente (ex : amputation, quarantaine).

En médecine, on parle plus particulièrement de prophylaxie, le processus qui vise à prévenir les épidémies et la propagation d'une maladie. La prophylaxie est, plutôt qu'un traitement médical, une promotion de la prise de conscience générale des bonnes conduites à adopter face à la maladie.
Les principales mesures de prévention de la maladie sont l'amélioration de l'hygiène et la vaccination.

### Traitements

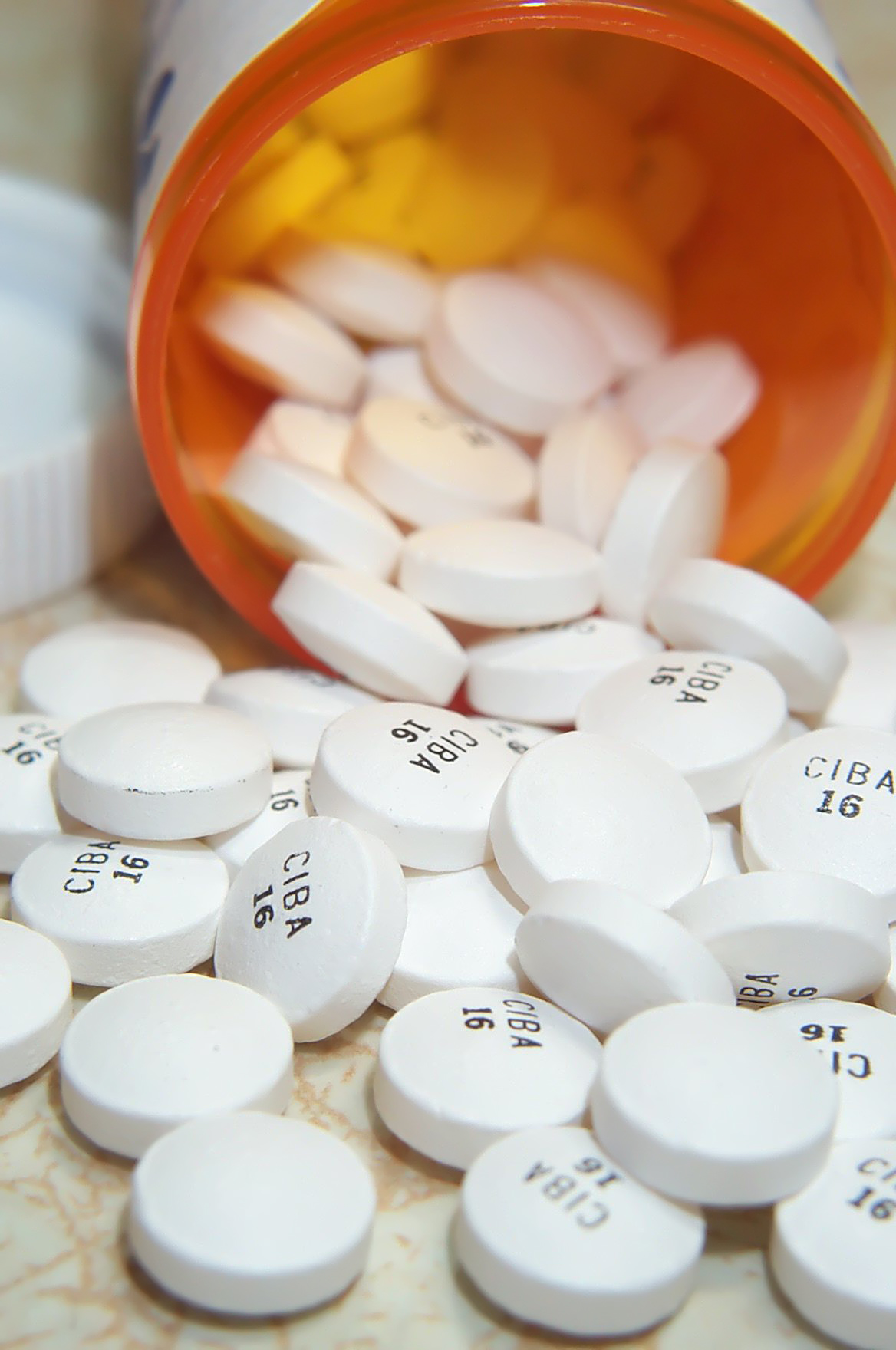
Comprimés de Ritalin ou méthylphénidate.

La thérapeutique est la section de la médecine s'occupant de l'étude des traitements.
Les traitements consistent souvent, suivant le niveau évolutif de la société humaine concernée, en la prise de médicaments à base de molécules de synthèse ou bien de remèdes produits à partir de l'environnement naturel. Il existe toutefois de nombreuses autres thérapies, telles la radiothérapie ou la kinésithérapie, n'ayant pas recours à l'ingestion et à l'injection de substances extérieures.

## Société

### Impact social
L'identification d'un état comme une maladie, plutôt que comme une simple variation de la structure humaine ou de fonctions, peut avoir des implications sociales et économiques significatives et peut changer le statut social de l'être concerné.
La maladie peut parfois entraîner l'exclusion sociale des personnes touchées. Un exemple est l'exclusion des lépreux, courante en Europe depuis le Moyen Âge, et leur regroupement dans des établissements appelés léproseries dans le but de limiter la propagation de la maladie par contagion.
La peur de la maladie a été et est encore un phénomène social très répandu, bien que toutes les maladies, notamment les plus bénignes, n'aient pas ce genre de répercussions sociales.
Dans certains pays, les maladies infectieuses les plus dangereuses, du point de vue du risque épidémique, sont des maladies à déclaration obligatoire, c'est-à-dire qu'elles doivent être déclarées aux autorités dès qu'elles sont diagnostiquées par le médecin ou le vétérinaire.
Certains dispositifs ont également été mis en place dans de nombreux pays pour éviter ou compenser les effets néfastes de la maladie. C'est dans cette optique qu'est apparue l'assurance maladie, qui est un dispositif chargé d'apporter une compensation financière à un individu subissant ou ayant subi une maladie.
Une dérive consiste à élargir les descriptions nosographiques des maladies tout en y sensibilisant le grand public afin d'augmenter le marché de certains fournisseurs de traitements contre ces mêmes maladie. Cette pratique est appelée le disease mongering.

### Classification
L'étude des différentes classifications de la maladie concerne la branche de la médecine appelée « nosologie ».
Il existe différentes tentatives de classification des maladies. Toutefois, du fait de la constante évolution de la médecine, elles ne sont pas figées. Les maladies peuvent être catégorisées en fonction de leurs causes et facteurs, de leurs symptômes ou des fonctions et organes touchés. On parle alors respectivement de classification étiologique, nosographique et fonctionnelle.

#### Classification étiologique
- Maladies par agents physiques (froid, chaleur, etc.)
- Maladies toxiques (produits chimiques, poisons, etc.)
- Maladies parasitaires (champignons, vers, etc.)
- Maladies infectieuses (virus, bactéries, etc.)
- Maladies traumatiques (chocs psychologiques ou physiques, brûlures, etc.)
- Maladies dyscrasiques (troubles des métabolismes, troubles génétiques, etc.)
- Maladies psychiques (facteurs psychiques, bien que ces maladies puissent aussi avoir les mêmes facteurs que les maladies précédentes)

#### Classification fonctionnelle
- Dysfonctionnements moléculaires (au niveau de la molécule)
- Dysfonctionnements cellulaires (au niveau de la cellule)
- Dysfonctionnements organiques (au niveau de l'organe)
- Dysfonctionnements corporel (au niveau d'un système d'organes)
- Dysfonctionnements mental (au niveau psychologique)

On peut également séparer les maladies en :
- maladies aiguës et maladies chroniques, suivant qu'elles aient un développement rapide ou étalé ;
- en maladies bénignes et maladies malignes, suivant leur gravité ;
- en maladies locales et maladies générales, suivant l'étendue de la zone touchée ;
- en maladies évitables et inévitables.

L'Organisation mondiale de la santé publie et est responsable de l'évolution de la Classification internationale des maladies, poursuite des travaux de Jacques Bertillon. Cette classification permet le codage des maladies, des traumatismes et de l'ensemble des motifs de recours aux services de santé grâce aux codes CIM (ou ICD en anglais). Elle permet également l'analyse systématique et l'interprétation des causes de morbidité et de mortalité dans le monde entier. Son but est notamment l'organisation et le financement des services de santé.

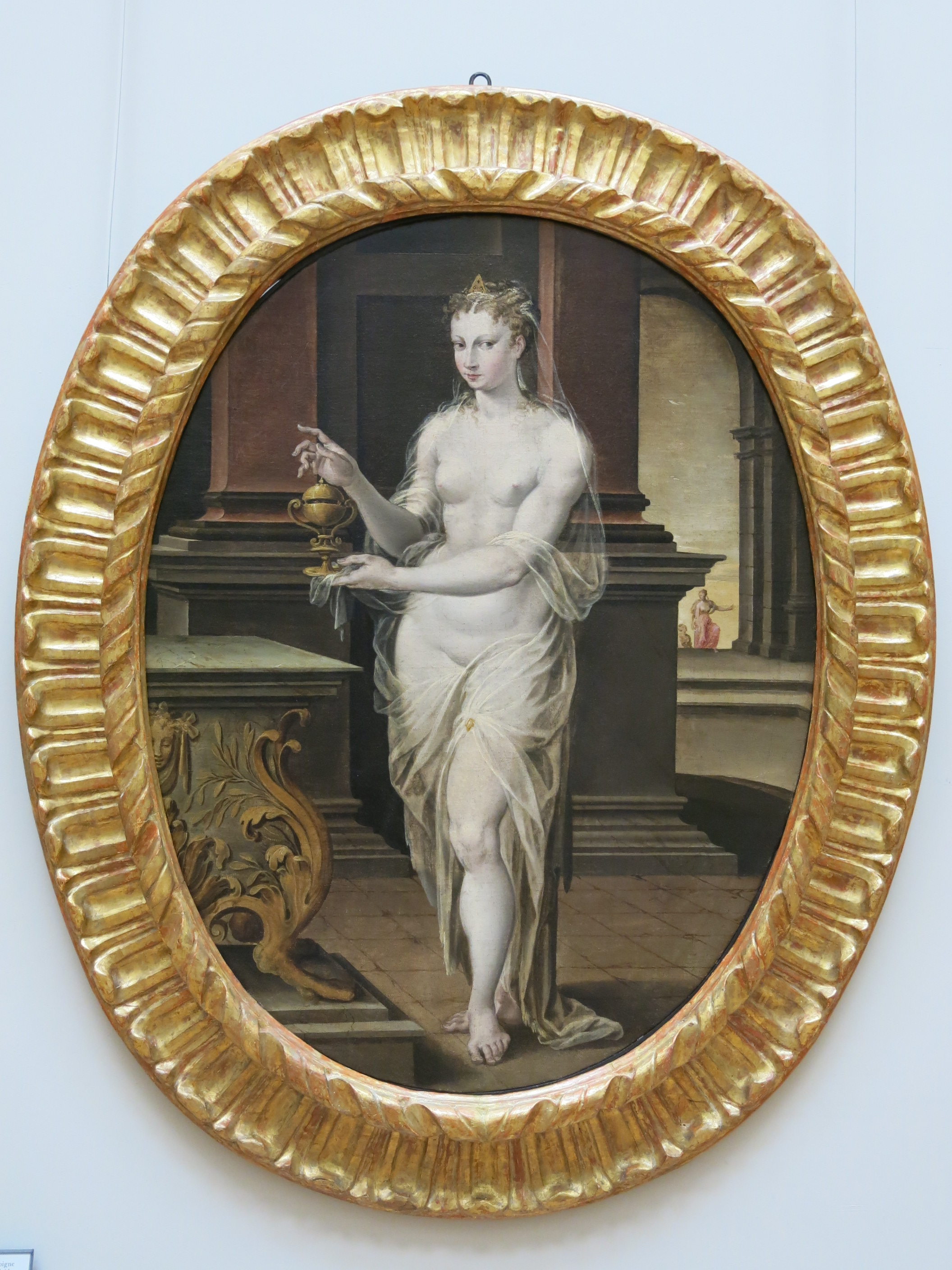
Pandora et la boite, N. dell'Abate, 1555

### Culture
De nombreuses cultures ont tenté de donner une signification et une origine à la maladie.
Dans la mythologie grecque, l'apparition de la maladie est expliquée par l'ouverture de la boîte de Pandore. Zeus, qui voulait se venger des hommes à la suite du vol du feu par Prométhée, ordonne la création de Pandore, femme qu'il envoie auprès du frère de ce dernier. Pandore apporte avec elle une boîte qu'il lui est interdit d'ouvrir. La curiosité la pousse à le faire tout de même et c'est ainsi qu'elle libère la maladie et les autres maux de l'humanité que la boîte contenait.
Au Proche-Orient ancien, l'origine naturelle de la maladie est concevable, mais elle se rajoute à une origine surnaturelle, par exemple la colère des dieux, la première étant la conséquence de la seconde.

### Homosexualité
À partir de 1860, la pensée tendait vers l'idée que les homosexuel(le)s souffraient plutôt d'une maladie. Cette position de la communauté médicale et scientifique a perduré jusque vers les années soixante, où plusieurs voix se sont manifestées pour remettre en question cette vision de l'homosexualité. En 1974, l'Association américaine de psychiatrie a éliminé l'homosexualité de sa liste des maladies mentales, le Manuel diagnostique et statistique des troubles mentaux. Le 17 mai 1990, c'était au tour de l'Organisation mondiale de la santé de prendre la même position et de retirer l'homosexualité de sa Classification internationale des maladies dans sa dixième version (CIM-10).

### Œuvres majeures

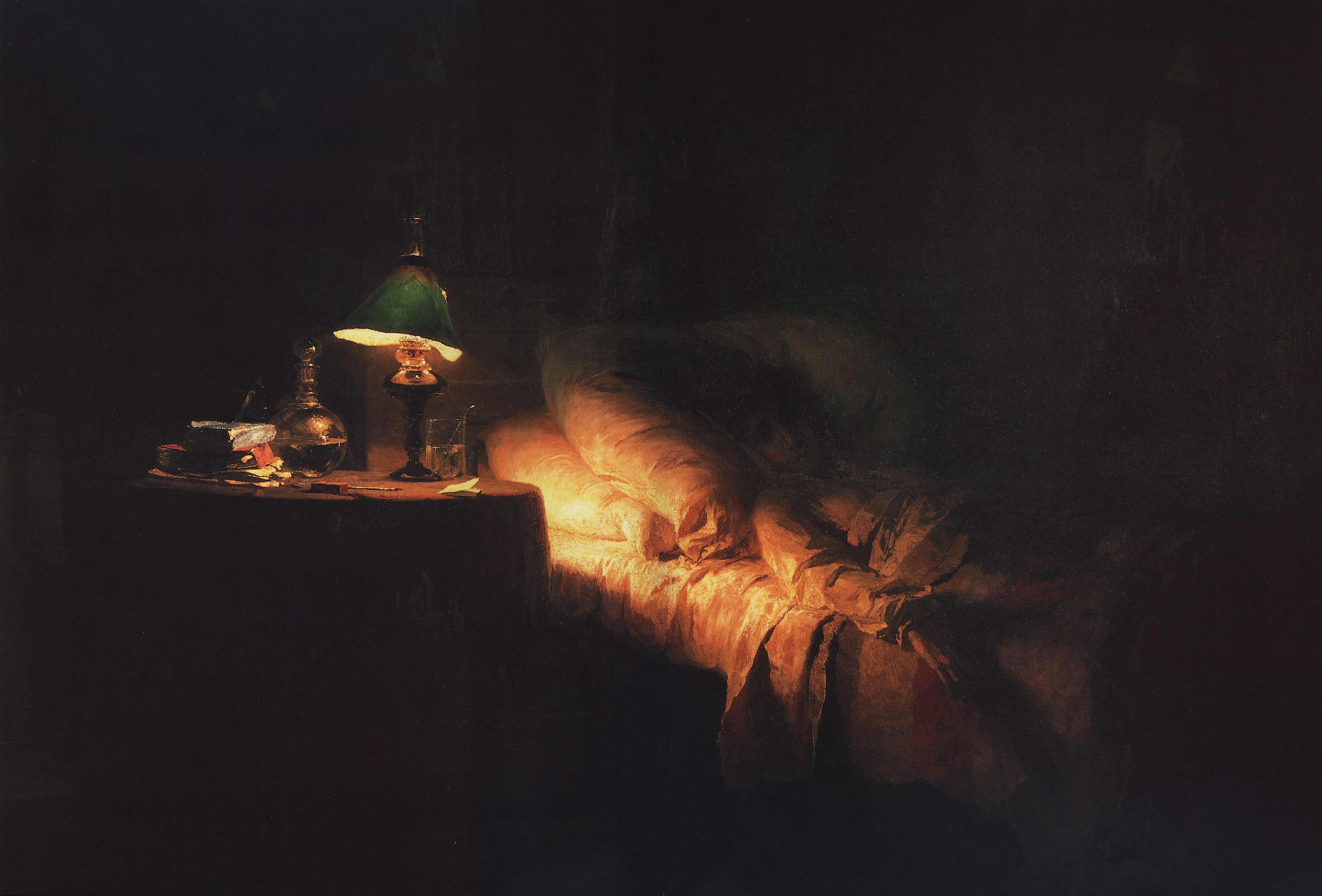
La Fille malade, V. Polenov, 1886

La maladie a inspiré de nombreuses créations artistiques.

Le personnage du malade tient par exemple la place centrale dans Le Malade imaginaire, la dernière comédie écrite par Molière.
Mais aussi
- Hôpital général, de Slaughter : Tous les aspects de la médecine y sont représentés : l’organisation hospitalière…
- L’Hôpital, d’Alfonse Boudard
- Le Pavillon des cancéreux de Soljenitsyne : le cancer
- La Mort du pantin, de Pierre Moustiers
- Un cri, de Michèle Loriot
- La Peste, de Camus : les épidémies
- Le Hussard sur le toit de Giono : Le choléra
- Opération épidémie, de Slaughter
- La Montagne magique de Thomas Mann : La tuberculose
- Un grand patron, de Pierre Véry : la formation médicale
- Le Destin de Robert Shanon, de Cronin
- Le Médecin de campagne de Balzac : l’exercice de la médecine
- Le Docteur Pascal de Zola
- Voyage au bout de la nuit de L.-F. Céline
- Les Hommes en blanc, d’André Soubiran
- Le Livre de San Michele, d’Axel Munthe
- Sept morts sur ordonnance, de Georges Conchon : les problèmes moraux
- Knock, de Jules Romain : l’arrivisme, les tentations et dérives de la médecine
- Les Grandes Familles, de Maurice Druon : la tentation des honneurs avec le professeur Lartoy
- Les Thibault, de Roger Martin du Gard
- Oscar et la Dame rose, d’Eric-Emmanuel Schmitt.

## Statistiques
| Rang (sur trois ans) | Causes                                                                       | Nombre de morts en 2002 | Nombre de morts en 2001 | Nombre de morts en 2000 |
| -------------------- | ---------------------------------------------------------------------------- | ----------------------- | ----------------------- | ----------------------- |
| 2                    | Maladies transmissibles, conditions maternelle, périnatale et nutritionnelle | 18 324 256              | 18 374 340              | 17 911 283              |
| 1                    | Maladies non transmissibles                                                  | 33 536 583              | 33 077 227              | 32 358 363              |
| 3                    | Blessures                                                                    | 5 168 315               | 5 102 292               | 5 180 652               |
|                      | Total                                                                        | 57 029 155              | 56 553 860              | 55 450 298              |
|                      | Population humaine mondiale                                                  | 6 224 984 806           | 6 045 171 933           | 6 070 573 915           |

| Rang (sur trois ans) | Causes (et sous-causes dans l'ordre d'importance)                                                                             | Nombre de morts en 2002 | Nombre de morts en 2001 | Nombre de morts en 2000 |
| -------------------- | --- | ----------------------- | ----------------------- | ----------------------- |
| 2                    | Maladies infectieuses et parasitiques (SIDA, maladies diarrhéiques, tuberculose, malaria …)                                   | 10 903 977              | 10 937 452              | 10 556 881              |
| 4                    | Infections respiratoires | 3 962 893               | 3 947 426               | 3 812 664               |
| 13                   | Conditions maternelles (hémorragie maternelle, infection maternelle…)                                                         | 510 262                 | 509 021                 | 505 430                 |
| 7                    | Conditions périnatales (retard de croissance intra-utérin, traumatisme natal…)                                                | 2 462 124               | 2 503 534               | 2 573 947               |
| 15                   | Carences nutritionnelles (malnutrition protéique, Anémie ferriprive…)                                                         | 485 001                 | 476 907                 | 462 362                 |
| 3                    | Néoplasies malignes (cancers de la trachée, des bronches et des poumons, cancer de l'estomac, cancers du côlon et du rectum…) | 7 120 765               | 7 114 896               | 6 936 445               |
| 17                   | Autres néoplasies | 148 910                 | 147 085                 | 143 373                 |
| 11                   | Diabète sucré | 987 816                 | 895 454                 | 933 613                 |
| 16                   | Dysfonctionnements endocriniens                                                                                               | 242 549                 | 246 628                 | 237 735                 |
| 10                   | États neuropsychiatriques (Alzheimer et autres démences, épilepsie, maladie de Parkinson…)                                    | 1 111 868               | 1 023 178               | 1 052 918               |
| 20                   | Maladies des organes sensitifs (glaucome …)                                                                                   | 3 248                   | 4 014                   | 3 137                   |
| 1                    | Maladies cardiovasculaires (attaques cardiaques ischémiques, maladies vasculaires cérébrales, hypertension cardiaque…)        | 16 733 160              | 16 585 393              | 16 130 873              |
| 5                    | Maladies respiratoires (broncho-pneumopathie chronique obstructive, asthme…)                                                  | 3 702 199               | 3 560 422               | 3 511 690               |
| 8                    | Maladies digestives (cirrhose du foie, ulcère gastro-duodénal, appendicite…)                                                  | 1 968 397               | 1 987 021               | 1 907 397               |
| 12                   | Maladies urogénitales (néphrite et syndrome néphrotique, hypertrophie bénigne de la prostate…)                                | 847 915                 | 824 719                 | 812 390                 |
| 19                   | Maladies de peau | 68 831                  | 67 128                  | 65 714                  |
| 18                   | Maladies de l'appareil locomoteur (polyarthrite rhumatoïde, arthrose, lombalgie…)                                             | 106 382                 | 112 737                 | 102 739                 |
| 14                   | Anomalies congénitales (anomalie congénitale du cœur, trisomie 21, Spina bifida…)                                             | 492 932                 | 506 593                 | 518 734                 |
| 21                   | État buccal (parodontite, carie dentaire…)                                                                                    | 1 609                   | 1 960                   | 1 605                   |
| 6                    | Blessures involontaires (accidents de la route, chutes, noyades…)                                                             | 3 550 573               | 3 508 197               | 3 506 645               |
| 9                    | Blessures intentionnelles (blessures auto-infligées, violence, guerre…)                                                       | 1 617 742               | 1 594 096               | 1 674 007               |
|                      | Total | 57 029 155              | 56 553 860              | 55 450 298              |
|                      | Population humaine mondiale                                                                                                   | 6 224 984 806           | 6 045 171 933           | 6 070 573 915           |